# Vive Colombia, Viaja por Ella
Vive Colombia, Viaja por Ella  era un programa de promoción turística del gobierno de Álvaro Uribe dentro de la política de seguridad democrática, entre 2002 y 2010, como medida para recuperar la confianza de turistas, debido a que en el transcurso del conflicto armado interno de Colombia, las llamadas pescas milagrosas de las Fuerzas Armadas Revolucionarias de Colombia - Ejército del Pueblo (FARC-EP) FARC-EP y demás accionar violento por parte de grupos guerrilleros y paramilitares produjo el declive del turismo. 
El programa organizó caravanas turísticas fijando destinos de interés cultural o recreativo. Las caravanas se han concentrado en eventos como la Feria de Cali, la Fiestas de la Cosecha en Pereira, el Carnaval de Negros y Blancos en Pasto, el Carnaval de Barranquilla, Semana Santa y Festival de Música Religiosa, el Festival del Mono Núñez, el Festival Folclórico Nacional, el Festival Internacional del Joropo, Festival Nacional Reinado del Bambuco, el Festival Nacional del Café, las Fiestas del Mar en Santa Marta, la Feria de las Flores en Medellín, el Reinado Nacional de la Belleza en Cartagena, entre otros.